# 大黒弘慈
大黒 弘慈（だいこく こうじ、1964年 - ）は、日本の経済学者。京都大学大学院人間・環境学研究科教授。経済理論、経済学史（経済思想史）専攻。

## 略歴
- 1964年 香川県生まれ
- 1988年 東京大学経済学部卒業
- 1994年 東京大学大学院経済学研究科博士課程退学
- 1994年 東京大学経済学部助手
- 1996年 龍谷大学経済学部専任講師
- 1998年 東京大学より博士（経済学）
- 2002年 京都大学総合人間学部助教授
- 2003年 京都大学大学院人間・環境学研究科助教授
- 2007年 京都大学大学院人間・環境学研究科准教授
- 2015年 京都大学大学院人間・環境学研究科教授

## 著書
単著
- 『貨幣と信用――純粋資本主義批判』東京大学出版会、2000年
- 『模倣と権力の経済学――貨幣の価値を変えよ〈思想史篇〉』岩波書店、2015年
- 『マルクスと贋金づくりたち――貨幣の価値を変えよ〈理論篇〉』岩波書店、2016年